# Democratische Constitutionele Verzameling
De Democratische Constitutionele Verzameling (Arabisch: التجمع الدستوري الديمقراطي at-Tajammu‘ ad-Dustūrī ad-Dīmuqrāṭī, Frans: Rassemblement constitutionnel démocratique) was een Tunesische politieke partij die van 1988 tot aan de Jasmijnrevolutie van 2011 bestond. Hij was in die periode de regeringspartij en de dominerende politieke partij.

## Geschiedenis
De in 1987 aan de macht gekomen president Ben Ali die de oude regeringsleider Habib Bourguiba, die al sinds 1956 aan de macht was, ontbond in 1988 de Socialistische Destourpartij (PSD) en verving haar op 27 februari 1988 door de Democratische Constitutionele Verzameling (RCD). Het socialisme als ideologie werd officieel losgelaten. President Ben Ali werd tijdens het oprichtingscongres gekozen tot voorzitter van de partij. De omvorming van de PSD tot de RCD leidde echter niet tot een verdere liberalisering van het regime en het bleef voor oppositiepartijen moeilijk om zich publiekelijk te manifesteren. Het werd de Ennahda-beweging, de voornaamste oppositiepartij, niet toegestaan om mee te doen aan de parlementsverkiezingen van 1989 en in 1991 werd de partij op last van Ben Ali verboden.

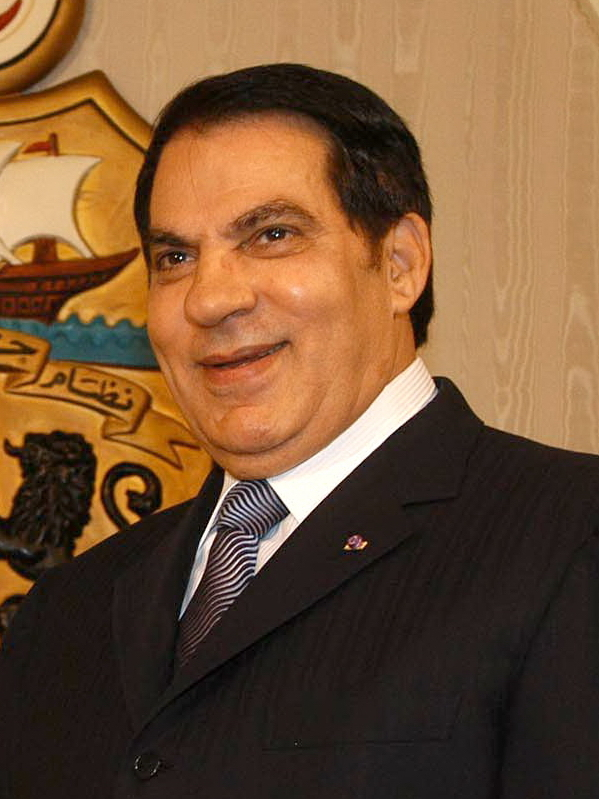
President Zine El Abidine Ben Ali (1987-2011)

Op economisch gebied voerde de RCD een liberale koers en door verdragen met Europese landen (m.n. Frankrijk) werd het buitenlandse ondernemingen gemakkelijk gemaakt om in Tunesië te investeren. Hierdoor groeide de economie, maar dit kwam nauwelijks ten goede aan de gewone bevolking van het land. Staatsbedrijven werden geleidelijk geprivatiseerd en kwamen in handen van regeringsfunctionarissen. Onvrede over het regeringsbeleid leidde eind 2010 en begin 2011 tot een volksopstand die bekend kwam te staan onder de naam Jasmijnrevolutie. Op 14 januari 2011 ontvluchtte president Ben Ali het land en kwam er een einde aan de heerschappij van de RCD. Premier Mohamed Ghannouchi en zijn ministersploeg zegden op 18 januari hun lidmaatschap van de RCD op. Op 27 januari diende Ghannouchi zijn ontslag in en vormde Beji Caid Essebsi een partijloze overgangsregering. De nieuwe regering verbood op 9 maart 2011 de RCD.

## Ideologie
De RCD had geen duidelijk ideologisch profiel. De partij diende vooral als machtsmiddel om president Ben Ali in het zadel te houden. Op economisch gebied betoonde de partij zich voorstander van een liberaal beleid. De RCD had een duidelijk seculiere inslag en was gematigd nationalistisch. De partij was echter niet pan-Arabisch zoals de vroegere voorgangers van de RCD (PSD, Neo-Destour). De partij was lid van de Socialistische Internationale, maar werd op 17 januari 2011 geschorst. Op grond van dit lidmaatschap werd wel aangenomen dat de RCD een socialistische partij was.

## Partijstructuur

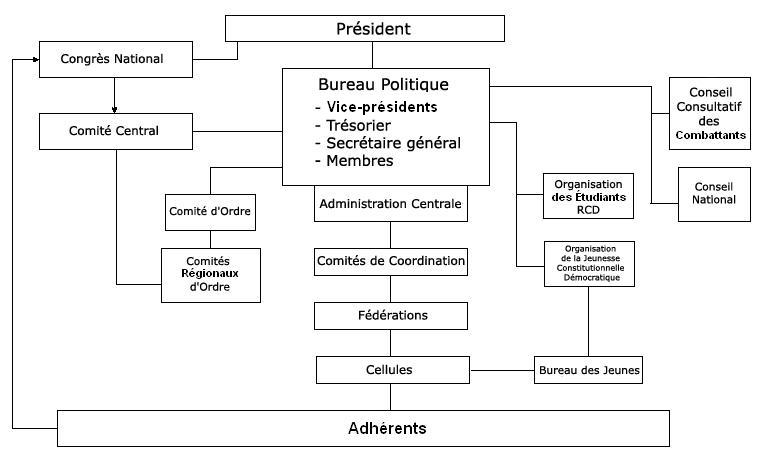
Partijstructuur

## Zetelverdeling
| Zetelverdeling | Zetelverdeling | Zetelverdeling | Zetelverdeling |
| jaar           | %              | zetels         | totaal         |
| -------------- | -------------- | -------------- | -------------- |
| 1989           | 80,6           | 141            | 141            |
| 1994           | 97,7           | 144            | 163            |
| 1999           | 81,3           | 148            | 182            |
| 2004           | 87,5           | 152            | 182            |
| 2009           | 84,5           | 161            | 214            |

## Partijcongressen
- 27 februari 1988 (oprichtingscongres)
- 29 - 31 juli 1988
- 29 - 31 juli 1993
- 29 - 31 juli 1998
- 30 augustus - 2 september 1998
- 28 - 31 juli 2003
- 28 - 31 juli 2008

## Partijfunctionarissen

### Voorzitters
- Zine el-Abidine Ben Ali (1988-2011)
- Mohamed Ghannouchi (2011)

### Vice-voorzitters
- Hédi Baccouche (1989)
- Hamed Karoui (1989-2009)
- Mohamed Ghannouchi (2001-2011)

## Verwijzingen
1. ↑  TUNISIE : la fin du congrès du RCD Le président Ben Ali réaffirme son souci de " concrétiser le pluralisme", Le Monde 3 augustus 1993. Gearchiveerd op 9 april 2021.
2. ↑  Geschorst op 17 januari 2011
3. ↑  Vertaling: Red. Winkler Prins: Winkler Prins Encyclopedisch Jaarboek 1989, Elsevier A'dam / Brussel 1989, p. 310, verg. ook: 1; andere mogelijke vertaling: Constitutioneel-Democratische Vergadering.
4. ↑  Red. Winkler Prins: Winkler Prins Encyclopedisch Jaarboek 1989, Elsevier A'dam / Brussel 1989, p. 310
5. ↑  A. Borowiec: Modern Tunisia: A Democratic Apprenticeship, Praeger Publishing, Westport, Connecticut 1998, p 72 : "Socialism was no longer fashionable and the new preident had different views."
6. ↑  Vergelijk echter de Nationaal-Democratische Partij in Egypte (1978-2011) die, zonder socialistisch te zijn geweest, behoorde tot de Socialistische Internationale. De Botswaanse Democratische Partij, een niet-socialistische partij, is thans aangesloten bij de Socialistische Internationale.